# Lavinia Șandru
Marcela-Lavinia Șandru (Dej, 6 febbraio 1975) è una politica, giornalista e attrice romena.

## Biografia

### Studi e carriera professionale
È figlia di Iulian Șandru, professore di matematica, e di Lucia, insegnante di lingua romena.
Si è laureata in arte teatrale all'Università d'arte di Târgu Mureș nel 1997 e ha poi studiato scienze politiche all'Università di Bucarest.
Nel 2003 ha realizzato un tirocinio in seno alla commissione cultura, gioventù, mezzi d'informazione di massa e sport del Parlamento europeo.
Ha iniziato a lavorare nella stampa nel 1994, come conduttrice per la stazione Radio Uniplus. Nel 1996 è stata assunta da Antena 1.
Dopo essersi ritirata dalla vita politica, di cui si è occupata tra il 2001 e il 2012, nel 2013 è tornata nel mondo del giornalismo. Ha condotto per cinque anni un talk show quotidiano su Realitatea TV e successivamente dei programmi culturali su TVR1 e Canal 33.

### Attività politica
Si è iscritta al Partito Democratico nel 2001, rivestendo il ruolo di segretario esecutivo del dipartimento per l'immagine (2001-2002) e per le relazioni internazionali (2002-2005). Nel 2004 è stata nominata presidente della filiale del partito della città di Târgu Mureș.
Nel 2004 è stata eletta alla camera dei deputati, dove ha partecipato alla commissione per la cultura, di cui è stata anche vicepresidente dal dicembre 2004 al marzo 2005. Da deputata è stata l'iniziatrice della "legge sulle madri", adottata nel 2008, che garantiva alle persone che entravano in maternità un'indennità mensile per due anni pari all'85% della media dei redditi ottenuti nell'ultimo anno.
Dopo aver sostenuto la posizione di Cozmin Gușă contro Traian Băsescu e la dirigenza del PD, nel febbraio 2005 ha lasciato il partito e ha completato il mandato parlamentare nel gruppo degli indipendenti. Si è quindi iscritta al Partito Iniziativa Nazionale (PIN) fondato da Gușă e tra il 2005 e il 2008 ne è stata vicepresidente. In occasione delle elezioni parlamentari del 2008 si è temporaneamente dimessa dal PIN, pur godendo del suo supporto esterno, al fine di concorrere da indipendente, per via della soglia di sbarramento meno stringente rispetto a quella prevista per i partiti. Si è candidata nel collegio nº 22 di Bucarest, ma non è stata eletta.
Dopo il ritiro di Gușă, nel febbraio 2009 è stata nominata presidente del PIN con i voti di 311 delegati su 334. Nel 2009 ha preso in considerazione l'idea di partecipare alle elezioni europee nelle liste del Partito Social Democratico, ma la proposta è stata rigettata da vari esponenti della dirigenza del PSD, oltre che da una direttiva del Partito del Socialismo Europeo, che imponeva ai candidati di essere membri dei partiti per i quali si presentavano.
Nel 2011 il PIN è stato assorbito dall'Unione Nazionale per il Progresso della Romania e la Șandru ha ottenuto il titolo di vicepresidente del suo nuovo partito, salvo dimettersi dall'UNPR l'anno successivo per via di dissensi con il presidente Gabriel Oprea.
Nel 2022 è diventata responsabile per la comunicazione del Partito Umanista Social Liberale e nel 2024 è stata una dei candidati del PUSL che, in base ad un accordo politico, si sono presentati alle elezioni parlamentari nelle liste del Partito Social Democratico. Candidatasi al Senato come rappresentante del distretto di Sibiu però non ha conseguito l'elezione.
Il 31 gennaio 2025 l'ufficio esecutivo del PUSL ha convalidato la sua candidatura alle elezioni presidenziali del 2025.

### Attività artistica
Nel 2017 ha recitato nell'opera teatrale Timeaholics e nel 2018 nel Vlaicu-Vodă di Alexandru Davila.
Nel 2020 ha ricevuto il premio per il miglior debutto al Golden Rose Bulgarian Feature Film Festival di Varna, per il suo ruolo in Ana. Ana Simion di Mihai Mălaimare.
È inoltre stata doppiatrice nei film animati Cars 3 e Zootropolis.

## Vita privata
Nel 2005 ha sposato l'allora collega di partito del PD Darius Vâlcov, da cui ha avuto una figlia, Sara Gabriela, nata nel 2006. Il loro testimone di nozze è stato Cozmin Gușă. La coppia ha divorziato nel 2015.
Nel 2016 è nato il suo secondo figlio, Caius Cosmin.